# Potez 53
Dimensions
Le Potez 53 était un avion de course monoplace construit par Potez spécifiquement pour participer à la Coupe Deutsch de la Meurthe 1933. Il a effectué son premier vol le 26 avril 1933, un mois seulement avant la course, qui eut lieu le 29 mai 1933, et il a gagné la coupe, son premier engagement dans une compétition. Seuls deux exemplaires de cet avion exceptionnel ont été construits, mais son impact dans l'histoire de l'aéronautique française est important.